# Scalibregma robustum
Scalibregma robustum är en ringmaskart som beskrevs av Zachs 1923. Scalibregma robustum ingår i släktet Scalibregma och familjen Scalibregmatidae. Inga underarter finns listade i Catalogue of Life.